# Argent (groupe)
Pour les articles homonymes, voir Argent (homonymie).
Argent est un groupe britannique de rock progressif, originaire de Londres, en Angleterre. Il est actif entre 1968 et 1976.
Deux des singles d'Argent connaissent le succès : Hold Your Head Up (en) en 1972 et God Gave Rock and Roll to You (en) en 1973.

## Historique
Après la dissolution de son précédent groupe The Zombies, le claviériste Rod Argent forme Argent avec le bassiste Jim Rodford (cousin de Rod Argent et ex-membre de Mike Cotton Sound), le batteur Bob Henrit et le guitariste et claviériste Russ Ballard (en) (ex-The Roulettes et Unit 4 + 2 (en)). Ce nouveau groupe permet à Argent de laisser libre cours à ses influences classiques et jazz. L'écriture et le chant sont partagés entre Argent (qui continue à écrire avec Chris White, le bassiste des Zombies) et Ballard.
Le premier album d'Argent, simplement intitulé Argent, sort en 1970. Il comprend notamment Liar (en), une composition de Ballard qui devient un tube en 1971 dans sa reprise par le groupe Three Dog Night. Argent connaît son premier succès avec le single Hold Your Head Up (en). Extrait de son troisième album All Together Now, il se classe dans le Top 5 des ventes aux États-Unis et au Royaume-Uni en 1972. L'année suivante, God Gave Rock and Roll to You (en) atteint la 18e place du hit-parade britannique.
Russ Ballard quitte Argent en 1974 pour se lancer dans une carrière solo. Il est remplacé par deux guitaristes, John Verity (en) (également chanteur) et John Grimaldi. Cette formation produit deux albums dans une veine plus progressive et jazz fusion avant de se séparer. Verity, Rodford et Henrit forment le power trio Phoenix qui publie deux albums à la fin des années 1970. Rodford et Henrit deviennent ultérieurement membres des Kinks.
God Gave Rock and Roll to You est reprise en 1992 par le groupe Kiss. Argent se reforme ponctuellement sur scène en 2010, 2012 et 2013 pour quelques concerts. Jim Rodford meurt en janvier 2018.

## Membres
- Rod Argent : chant, piano, claviers (1968-1976)
- Russ Ballard (en) : chant, guitare, claviers (1968-1974)
- Jim Rodford : basse, chœurs (1968-1976)
- Bob Henrit : batterie, percussions (1968-1976)
- John Verity (en) : guitare, chant (1974-1976)
- John Grimaldi : guitare (1974-1976)

## Discographie

### Albums studio
- 1970 : Argent (Epic)
- 1971 : Ring of Hands (Epic)
- 1972 : All Together Now (Epic)
- 1973 : In Deep (Epic)
- 1974 : Nexus (Epic)
- 1975 : Circus (Epic)
- 1975 : Counterpoints (RCA)

### Albums en concert
- 1974 : Encore: Live in Concert (Epic)
- 1995 : BBC Radio 1 in Concert (Windsong)
- 1997 : The Complete BBC Sessions

### Compilations
- 1976 : The Best of Argent: An Anthology (Epic)
- 1978 : Hold Your Head Up (Embassy)
- 1991 : Music from the Spheres (Elite)
- 2008 : Greatest: The Singles Collection (Varèse Sarabande)